# Bachoco (Sonora)
Bachoco (del idioma mayo Bä chóoko: "Agua salada") es una ranchería del municipio de Huatabampo ubicada en el sur del estado mexicano de Sonora. Según los datos del Censo de Población y Vivienda realizado en 2010 por el Instituto Nacional de Estadística y Geografía (INEGI), Bachoco tiene un total de 363 habitantes.

## Geografía
Bachoco se sitúa en las coordenadas geográficas 26°43′42″ de latitud norte y 109°25′2″ de longitud oeste del meridiano de Greenwich, a una elevación de 10 metros sobre el nivel del mar.